# La Ballade de Bruno
Pour plus de détails, voir Fiche technique et Distribution.
La Ballade de Bruno (titre international : Stroszek) est un film allemand réalisé par Werner Herzog et sorti au cinéma en 1977, d'abord aux États-Unis, ensuite en Allemagne.

## Trame
À Berlin, Bruno Stroszek est libéré de prison après deux ans et demi de détention. Le gardien lui dit de ne plus boire d'alcool pour ne plus commettre de délits en état d'ébriété, mais en vain : dès sa sortie, Bruno se rend au bar qu'il fréquentait avant son séjour en prison. Il y retrouve Eva, une jeune prostituée qu'il connaissait et qui vient habiter chez lui pour échapper à son proxénète qui la frappe. Bruno se révèle être un musicien menant une vie simple en jouant de l'accordéon dans les cours d'immeubles. Il est très proche de son voisin, M. Scheitz, un vieil homme également musicien.
L'ancien proxénète d'Eva vient un jour la récupérer. Il la maltraite puis la ramène chez Bruno où il casse du mobilier avec un autre voyou. La scène se répète peu après avec plus de gravité. Eva, Bruno et le vieux Scheitz décident de fuir dans le Wisconsin où Scheitz a un neveu. Pour payer une partie du voyage, Eva reprend momentanément son activité de prostituée.
La nouvelle vie des trois Allemands dans le Wisconsin s'avère rude. Le neveu de Scheitz est un garagiste rustique et libidineux. Bruno travaille pour lui mais les deux hommes ne parlent pas la même langue et ne se comprennent pas. Eva devient serveuse dans un restaurant. Ensemble, Bruno et Eva achètent un mobile home mais doivent pour cela s'endetter et n'ont pas les revenus suffisants pour rembourser les mensualités. Bruno s'en inquiète régulièrement. Eva se prostitue de nouveau pour rembourser une partie du crédit. En parallèle, elle délaisse Bruno qui vit mal le fait que sa compagne fasse désormais chambre à part. Un jour, il surprend Eva en train de se prostituer dans le camion d'un parking. Le couple se sépare et Bruno vit désormais seul dans le mobile home. La banque finit par saisir le bien et le vendre aux enchères.
Le vieux Scheitz considère que la saisie du mobile home est un complot et décide d'aller récupérer de l'argent à la banque locale avec un fusil. L'opération, qui constitue un petit braquage, lui permet, ainsi qu'à Bruno, de récupérer quelques dollars et d'aller faire des courses. La police arrive dans le magasin, identifie Scheitz et l'arrête tandis que Bruno n'est pas inquiété.
Seul face à la déchéance, Bruno revient au garage de son employeur, vole une dépanneuse et part au hasard sur les routes du pays. Il arrive dans un lieu montagneux, prend un dernier verre puis met le feu à son véhicule. Il dépense ses derniers centimes dans des attractions animales loufoques puis parvient à faire démarrer un vieux téléphérique. Il s'installe dans une nacelle sans chercher à descendre ni à fuir. Un coup de feu se fait entendre hors-champ : le spectateur peut en déduire que Bruno s'est finalement suicidé avec son fusil. Les pompiers et la police arrivent sur place et peinent à maîtriser le désordre créé. Le film se termine par des gros plans sur les attractions animales déclenchées par Bruno : une poule danse sur une musique répétitive, un canard déclenche des coups de tambour, un lapin fait hurler la sirène d'un camion de pompier miniature.

## Fiche technique
- Réalisation : Werner Herzog
- Scénario : Werner Herzog
- Sociétés de production : ZDF-Werner Herzog
- Photographie : Thomas Mauch
- Genre : Comédie dramatique
- Durée : 115 minutes

## Distribution
- Bruno S. (VF : Marc Eyraud) : Bruno Stroszek
- Eva Mattes : Eva
- Clemens Scheitz (VF : Fred Pasquali) : Scheitz
- Alfred Edel (VF : Dominique Paturel) : le directeur de la prison
- Vaclav Vojta (VF : Jacques Mauclair) : le médecin
- Michael Gahr (VF : Roger Lumont) : Hoss, le prisonnier
- Ywecsel Topcuguerler (VF : Jacques Marin) : le détenu turc / le cafetier
- Burkhard Driest (VF : Alain Dorval) : un souteneur
- Wilhelm von Homburg (VF : Michel Creton) : un souteneur
- Pit Bedewitz (VF : Mario Santini) : un souteneur

## Commentaires
De par son réalisme (le personnage principal n'est pas acteur professionnel) et par son cynisme satirique, ce film brouille les limites entre fiction et documentaire.

## Anecdotes
Selon différents témoignages, Ian Curtis, le chanteur du groupe Joy Division, a regardé ce film la veille de son suicide,.